# Scott Hotaling
Scott Richard Hotaling ist ein US-amerikanischer Zoologe, Genetiker und Klimaforscher.

## Werdegang
Scott Hotaling stammt aus North Carolina. Er studierte Zoologie an der  North Carolina State University in Raleigh, North Carolina und graduierte im Mai 2010 zum Bachelor of Science. Im August 2017 promovierte er unter David W. Weisrock an der University of Kentucky in Lexington, Kentucky zum Ph.D. Seither arbeitet er als Postdoc im Kelley Lab der Washington State University, das Evolutionsgenetik und die Adaption von Organismen an extreme Umgebungen erforscht. Hotaling nennt als Schwerpunkt seiner Arbeit die Erforschung des Lebens in kalten Regionen, dessen Anpassung an diese Umgebungen und dessen Zukunft in einer Zeit der globalen Erwärmung und des Rückgangs der Kryosphäre.
Unter Hotalings Publikationen ragt die Erstbeschreibung der drei madagassischen Lemuren Microcebus manitatra, Ganzhorns Mausmaki und Microcebus boraha heraus, die er im Jahr 2016 zusammen mit neun Kollegen veröffentlichte. Weitere Schwerpunkte seiner Forschung sind Mesenchytraeus solifugus, ein Wenigborster nordamerikanischer Gletscher, die in den Teton Ranges endemische alpine Steinfliege Lednia tetonica und extremophile Mikroorganismen.
Seit 2007 ist Hotaling als Landschaftsfotograf aktiv. Seine Arbeiten wurden in zahlreichen nationalen und internationalen Zeitschriften veröffentlicht.

## Veröffentlichungen (Auswahl)
- Scott Hotaling, Mary E. Foley, Nicolette M. Lawrence, Jose Bocanegra, Marina B. Blanco, Rodin Rasoloarison, Peter M. Kappeler, Meredith A. Barrett, Anne D. Yoder, David W. Weisrock: Species discovery and validation in a cryptic radiation of endangered primates: coalescent-based species delimitation in Madagascar's mouse lemurs. In: Molecular Ecology 2016, Band 25, S. 2029–2045, doi:10.1111/mec.13604 (Erstbeschreibung dreier Lemuren).
- Scott Hotaling, Eran Hood und Trinity L. Hamilton: Microbial ecology of mountain glacier ecosystems: biodiversity, ecological connections, and implications of a warming climate. In: Environmental Microbiology 2017, Band 19, Nr. 8, S. 2935–2948, doi:10.1111/1462-2920.13766.
- Scott Hotaling, Debra S. Finn, J. Joseph Giersch, David W. Weisrock und Dean Jacobsen: Climate change and alpine stream biology: progress, challenges, and opportunities for the future. In: Biological Reviews 2017, Band 92, Nr. 4, S. 2024–2045, doi:10.1111/brv.12319.
- Scott Hotaling, Corey R. Quackenbush, Julian Bennett-Ponsford, Daniel D. New, Lenin Arias-Rodriguez, Michael Tobler und Joanna L. Kelley: Bacterial Diversity in Replicated Hydrogen Sulfide-Rich Streams. In: Microbial Ecology 2018, doi:10.1007/s00248-018-1237-6.